# Lycosa ferriculosa
Lycosa ferriculosa este o specie de păianjeni din genul Lycosa, familia Lycosidae, descrisă de Chamberlin, 1919. Conform Catalogue of Life specia Lycosa ferriculosa nu are subspecii cunoscute.